# 海地中国贸易发展办事处
海地中国贸易发展办事处（法語：Bureau de Développement Commercial D’Haïti en Chine）是海地派驻中华人民共和国的最高级别办事机构。

## 历史
该办事处是依据1996年9月27日所签署的《中华人民共和国和海地共和国关于互设商贸办事处的协议》而设立的。由于中华人民共和国与海地之间并无外交关系，故而双方互设中国海地贸易发展办事处和海地中国贸易发展办事处来处理双方的涉外事务。

## 历任代表
海地中国贸易发展办事处代表
- 若埃尔·埃斯佩卡（1998年至2002年）
- 让·瓦尔纳尔·多尔纳瓦尔（2002年至2012年）
- 娜塔莉·吉赛尔·美诺斯（2012年至2016年）
- 拉尔夫·莱德居（日语：ラルフ・ラトルチュ）（2016年至2017年）
- 弗朗茨-奥布里（2017年至2019年，副代表代理）
- 吉·拉莫特（2019年至2020年）
- 杜温内尔·贝利泽尔（2021年至2024年7月）[3]